# Disseny de circuits

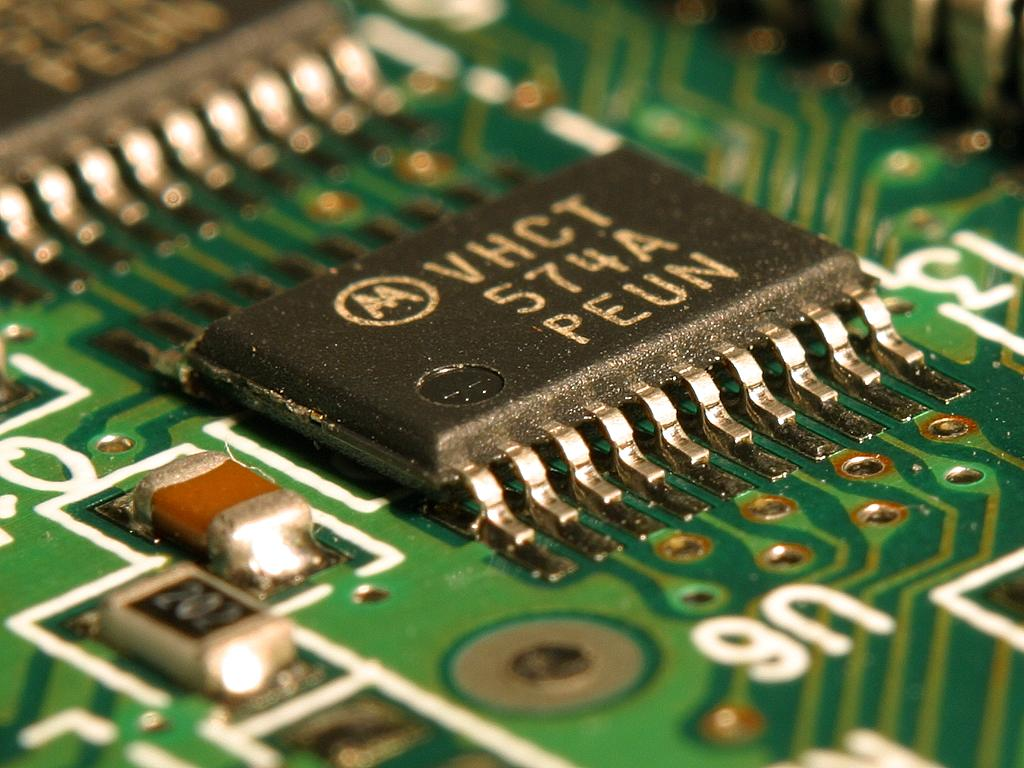
Detall d'un circuit integrat.

El disseny de circuits és la part de l'electrònica que estudia diferents metodologies per tal de desenvolupar un circuit electrònic, que pot ser tant analògic com digital.
En funció del nombre de components que formen a l'ésser integrats es parla de diferents escales d'integració. Les fronteres entre les diferents escales són difuses, però es denominen SSI (Small Scale of Integration) els circuits de baixa complexitat (algunes dotzenes de components en un mateix xip), MSI (Medium Scale of Integration) i LSI (Large Scale Integration) els circuits de mitjana i alta complexitat, i finalment VLSI (Very Large Scale Integration) per a circuits extraordinàriament complexos, fins a centenars de milions de transistors. En aquesta última categoria entrarien els microprocessadors moderns.
El disseny es realitza a diferents nivells. D'una banda tenim la part física, on es dissenya l'estructura real dels components electrònics que constitueixen el circuit, les seves dimensions, materials. Per sobre podem trobar mètodes de disseny de cada vegada més alt nivell, fins a arribar als anomenats llenguatges de descripció de maquinari. Aquests permeten introduir descripcions dels diferents blocs funcionals d'un sistema per a la seva simulació, verificació i fins i tot per a la generació automàtica del circuit físic amb l'eina de síntesi apropiada. Alguns dels llenguatges de descripció de maquinari més coneguts i empleats són VHDL i Verilog. En general els circuits analògics no permeten aquest grau d'automatització i cal un disseny més artesà, on la distribució física dels components exerceix un paper fonamental en el resultat final.

## Procés

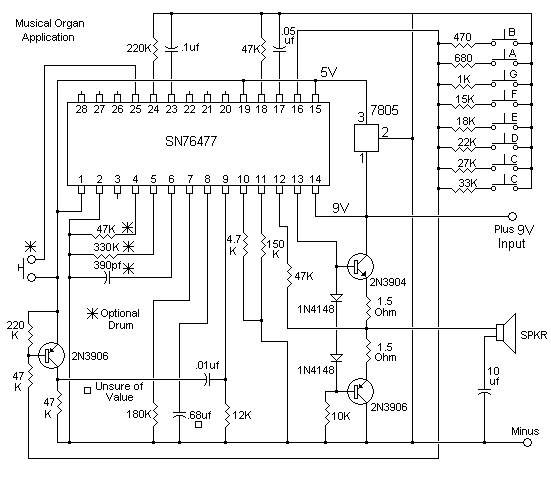
El diagrama de circuit del xip de so Texas Instruments SN76477.

El disseny de circuits formals generalment implica una sèrie d'etapes. De vegades, s'escriu una especificació de disseny després de posar-se en contacte amb el client. Podeu escriure una proposta tècnica per complir els requisits de l'especificació del client. La següent etapa implica la síntesi al paper un esquemàtic diagrama de circuit, un circuit elèctric o electrònic abstracte que compleixi amb les especificacions. Cal fer un càlcul dels valors dels components per complir les especificacions operatives en condicions específiques. Es poden fer simulacions per verificar l'exactitud del disseny.
Es pot construir una placa de proves o una altra versió prototip del disseny per provar-ho amb l'especificació. Pot implicar la realització d'alteracions al circuit per aconseguir el compliment. S'ha de triar el mètode de construcció, així com totes les peces i els materials que s'utilitzaran. Hi ha una presentació d'informació de components i disseny als dibuixants, enginyers de disseny i mecànics, per a la producció de prototips. A això us segueix la prova o la prova de tipus d'una sèrie de prototips per garantir el compliment dels requisits del client. En general, hi ha una signatura i aprovació dels plànols finals de fabricació i hi pot haver serveis posteriors al disseny (obsolescència de components, etc.).

## Especificació

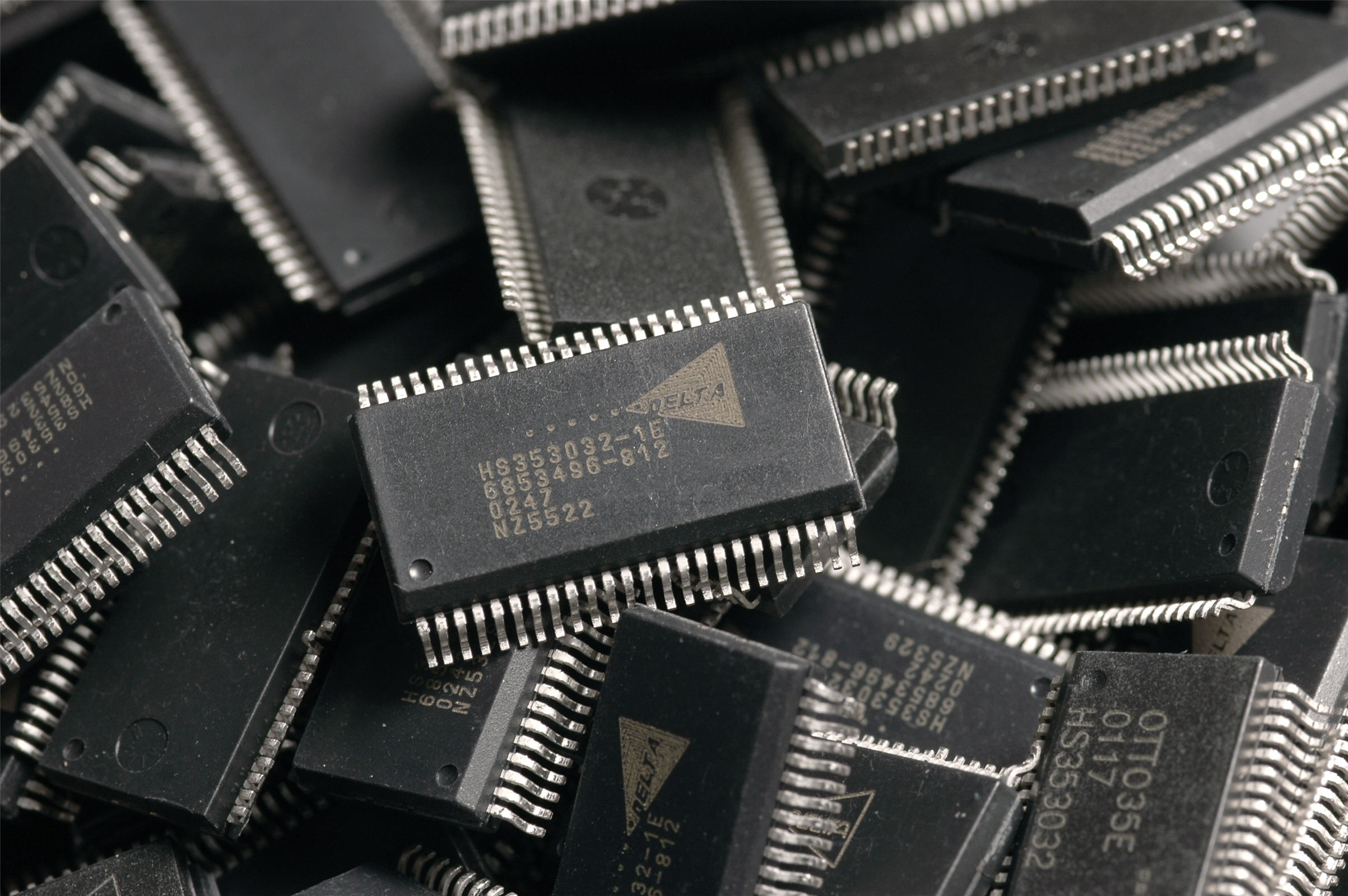
Microxips

El procés de disseny de circuits comença amb l'especificació, que estableix la funcionalitat que ha de proporcionar el disseny acabat, però no indica com s'aconseguirà. L'especificació inicial és bàsicament una descripció tècnicament detallada del que el client vol que aconsegueixi el circuit acabat i pot incloure una varietat de requisits elèctrics, com quins senyals rebrà el circuit, quins senyals ha d'emetre, quines fonts d'alimentació són disponibles i quanta energia es permet consumir. L'especificació també pot (i normalment ho fa) establir alguns dels paràmetres físics que ha de complir el disseny, com ara la mida, el pes i la resistència a la humitat., interval de temperatura, sortida tèrmica, tolerància a la vibració i tolerància a l'acceleració.
A mesura que avança el procés de disseny, els dissenyadors tornaran sovint a l'especificació i l'alteraran per tenir en compte el progrés del disseny. Això pot implicar ajustar les especificacions que el client ha proporcionat i afegir proves que el circuit ha de passar per ser acceptat. Aquestes especificacions addicionals s'utilitzaran sovint per verificar un disseny. Els canvis que entrin en conflicte o modifiquin les especificacions originals del client gairebé sempre hauran de ser aprovats pel client abans que es pugui actuar.
La identificació correcta de les necessitats del client pot evitar una condició coneguda com a "fluència de disseny" que ocorre en absència d'expectatives inicials realistes, i després en no comunicar-se completament amb el client durant el procés de disseny. Es pot definir en termes dels resultats; "en un extrem hi ha un circuit amb més funcionalitat de la necessària, i a l'altre hi ha un circuit amb una funcionalitat incorrecta". Tot i això, es poden esperar alguns canvis i és una bona pràctica mantenir les opcions obertes el temps més gran possible perquè és més fàcil treure elements de recanvi del circuit més endavant que col·locar-los.

## Disseny

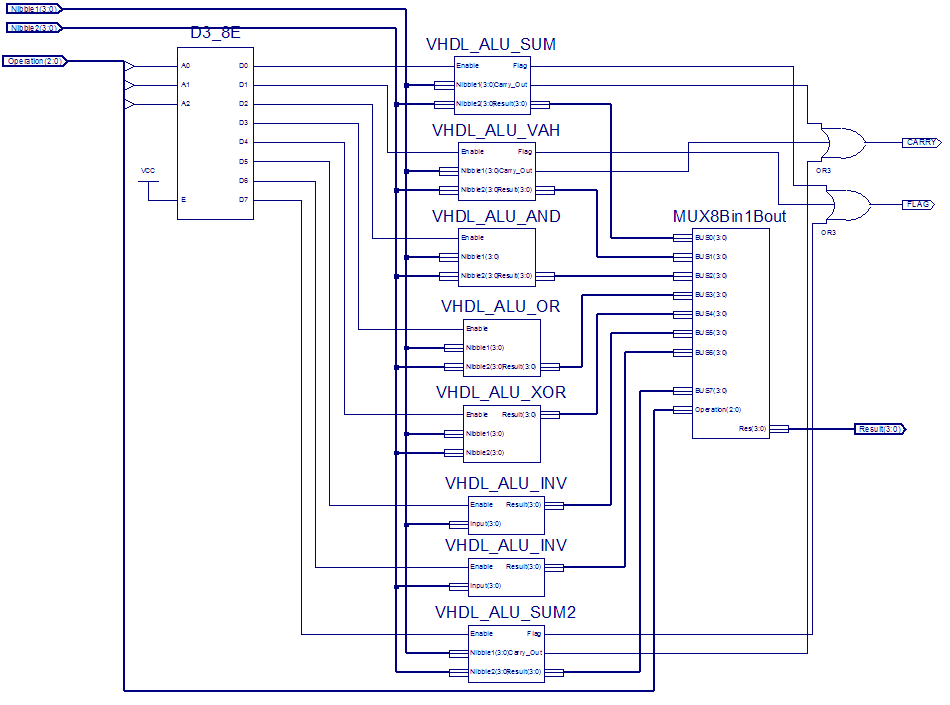
Un diagrama de blocs d'ULA (Unitat Lògica Aritmètica) de 4 bits

El procés de disseny implica passar de l'especificació a l'inici, a un plànol que conté tota la informació necessària per ser construït físicament al final, això normalment passa passant per una sèrie d'etapes, encara que en un circuit molt simple es pot fer en un sol pas. El procés normalment comença amb la conversió de l'especificació a un diagrama de blocs de les diverses funcions que ha de realitzar el circuit, en aquesta etapa no es considera el contingut de cada bloc, només allò que ha de fer cada bloc, això de vegades es refereix com un disseny de "caixa negra". Aquest enfocament permet dividir la tasca possiblement molt complicada en tasques més petites que es poden abordar en seqüència o dividir-se entre els membres d‟un equip de disseny.
Després cada bloc es considera amb més detall, encara en una etapa abstracta, però amb molt més èmfasi en els detalls de les funcions elèctriques que es proporcionaran. En aquesta etapa o en etapes posteriors, és comú que calgui una gran quantitat de recerca o modelatge matemàtic sobre el qual és i no és factible aconseguir. Els resultats d'aquesta investigació es poden retroalimentar en etapes anteriors del procés de disseny, per exemple, si un dels blocs no es pot dissenyar dins dels paràmetres establerts per a ell, pot ser necessari modificar altres blocs al seu lloc. En aquest punt, també és comú començar a considerar com demostrar que el disseny compleix les especificacions i com es provarà (que pot incloure eines d'autodiagnòstic).

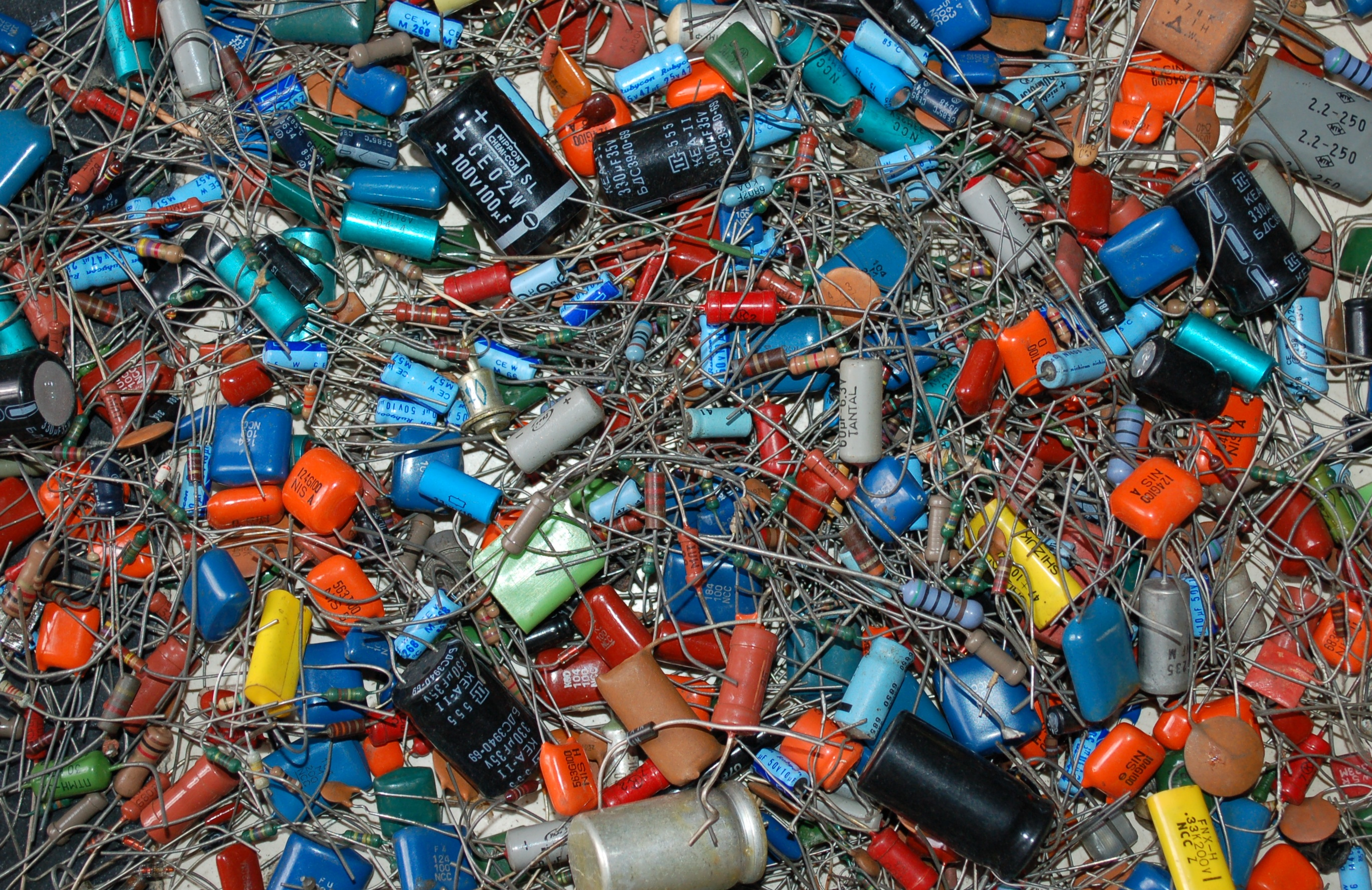
Components de circuits individuals.

Finalment, els components individuals del circuit es trien per dur a terme cada funció en el disseny general; en aquesta etapa també es decideix el disseny físic i les connexions elèctriques de cada component; aquest disseny comunament pren la forma d'obra d'art per a la producció d'una placa de circuit imprès. Circuit integrat. Aquesta etapa sol dur molt de temps a causa de l'àmplia gamma d'opcions disponibles. Una restricció pràctica en el disseny en aquesta etapa és l'estandardització, mentre que un cert valor de component es pot calcular per al seu ús en alguna ubicació en un circuit, si aquest valor no es pot comprar a un proveïdor, aleshores el problema encara no s'ha resolt. . Per evitar-ho, es pot aplicar una certa quantitat d′enginyeria de catàleg per resoldre les tasques més mundanes dins d'un disseny general.
Una àrea de ràpid desenvolupament tecnològic és el camp del disseny de circuits nanoelectrònics.

### Costos

Quadre comparatiu entre transistors d'efecte de camp.

Generalment, el cost de dissenyar circuits està directament relacionat amb la complexitat dels circuits finals. Com més gran sigui la complexitat (quantitat de components i novetat del disseny), més hores de temps d'un enginyer qualificat seran necessàries per crear un producte funcional. El procés pot ser tediós, ja que la creació de detalls o característiques minuciosos pot requerir qualsevol quantitat de temps, materials i mà dobra. Com tenir en compte els efectes de modificar mides de transistors o còdecs. Al món de l'electrònica flexible, la substitució dels substrats de poliimida, àmpliament utilitzats, amb materials com PEN o PET per produir components electrònics flexibles, podria reduir els costos en factors de 5 a 10.
Els costos de dissenyar un circuit són gairebé sempre molt més alts que els costos de producció per unitat, ja que el cost de producció i la funció del circuit depenen en gran manera del disseny del circuit.
Encara que els mètodes típics de producció de PCB impliquen la fabricació substractiva, hi ha mètodes que utilitzen un procés de fabricació additiva, com ara l'ús d'una impressora 3D per "imprimir" un PCB. Es creu que aquest mètode costa menys que la fabricació additiva i elimina la necessitat de gestionar completament els residus.

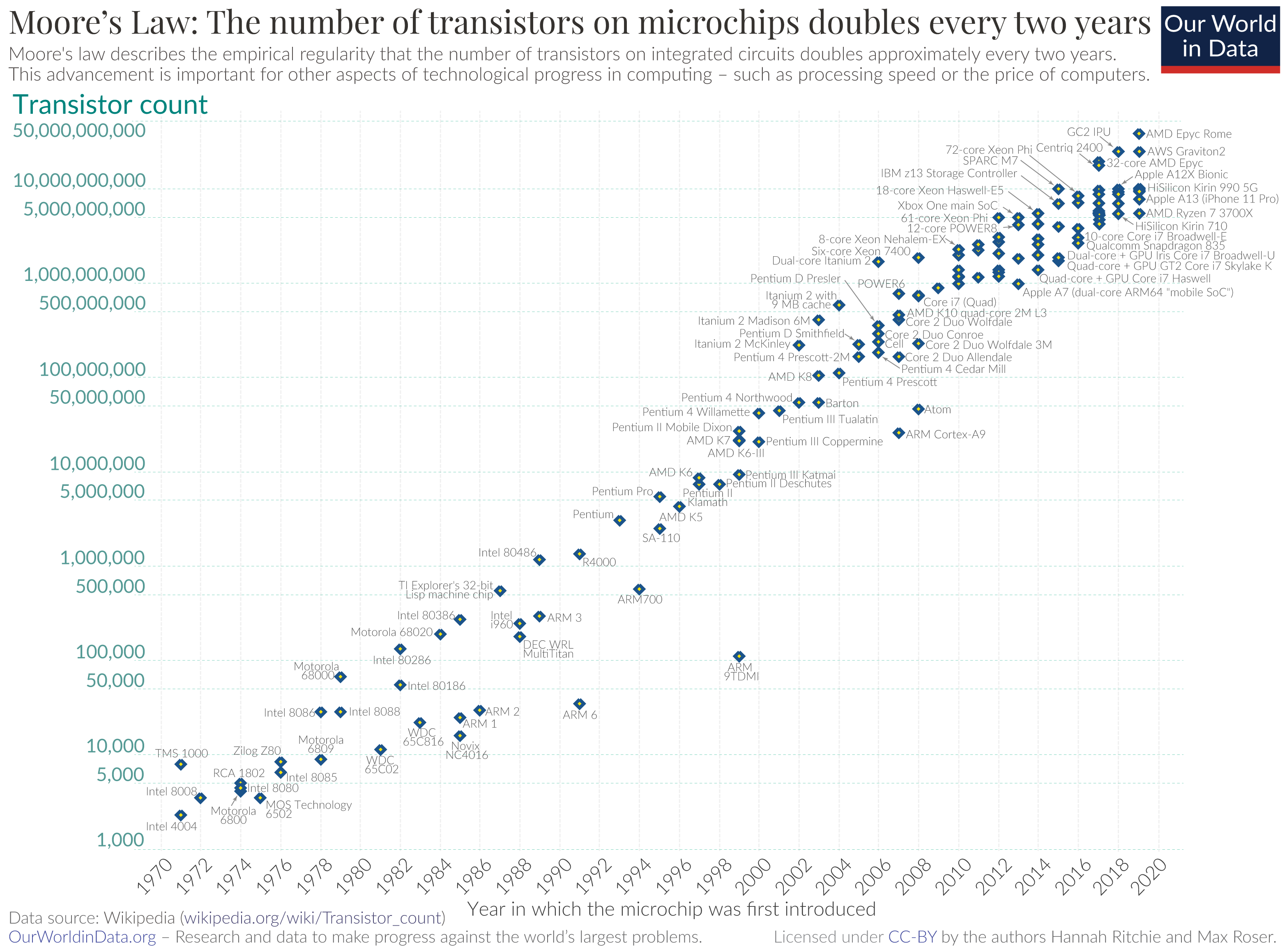
Un gràfic del nombre creixent de transistors als circuits cada any, també conegut com a Llei de Moore.

## Verificació i prova
Quan s'ha dissenyat un circuit, s'ha de verificar i provar. La verificació és el procés de passar per cada etapa d'un disseny i assegurar-se que farà el que l'especificació requereix. Aquest és sovint un procés altament matemàtic i pot involucrar simulacions per ordinador a gran escala del disseny. En qualsevol disseny complicat, és molt probable que es trobin problemes en aquesta etapa i poden implicar una gran quantitat de treball de disseny per refer-los per solucionar-los.
Les proves són la contrapart de la verificació al món real, les proves impliquen construir físicament almenys un prototip del disseny i després (en combinació amb els procediments de prova a l'especificació o agregats) verificar que el circuit realment fa el que va ser dissenyat.

## Programari de disseny
Al programari del DSD visual, el circuit lògic del circuit complementari s'implementa mitjançant el codi del programa de compilació. Aquests tipus de programes de programari estan creant circuits més econòmics i eficients per a tota mena de circuits. S'implementen simulacions funcionals per verificar funcions lògiques corresponents a expressions lògiques als nostres circuits proposats. Les arquitectures proposades són modelades en llenguatge VHDL. L'ús d'aquest llenguatge crea circuits més eficients que no són només més barats sinó que duren més. Aquests són només dos dels molts programes de disseny que assisteixen la planificació de circuits per a la producció.

## Prototips
La creació de prototips és una part important de fer simple una cosa que és complexa. El disseny del circuit obliga a continuar repassant-lo i corregir errors. El disseny de circuits és una feina molt rigorosa que reclama fer-ho sense cometre errors. Els dissenyadors de circuits els han de provar moltes vegades per assegurar-se que el seu disseny funcioni de manera eficient i, sobretot, sigui segur perquè un consumidor el compri i el faci servir. La creació de prototips és una gran part de qualsevol treball elèctric perquè és molt meticulós i directe. Sense l'ús de prototips, els errors comesos serien constants a la feina que s'està realitzant. A aquests treballadors se'ls paga per fer circuits elèctrics i mantenir assegurances a casa a tots els que compren aquests circuits elèctrics. Els perills de no crear prototips i enviar un circuit elèctric defectuós inclouen els incendis i cables calents, cosa que farà que algú no se n'adoni i que es cremi o es faci greument en el pitjor dels casos.